# Josquin Baston
Josquin Baston ook Joannes, Jean of Jo. (geboren omstreeks 1515 (?) - overleden omstreeks 1576) was een componist die behoorde tot de Franco-Vlaamse School van polyfonisten. Aangezien zijn eerste werk uitgegeven werd bij Tielman Susato in Antwerpen en Petrus Phalesius in Leuven, wordt aangenomen dat hij uit het hertogdom Brabant afkomstig was..

## Leven
Er wordt vermoed dat Baston een Italiëreis heeft gemaakt, omdat zijn stijl duidelijk op invloed uit die richting wijst.
Vermoedelijk diende hij aan de hofkapel van de Poolse koning Sigismund II August van Polen in Krakau in de periode 1552-53. Mogelijk is hij dezelfde persoon als ene Johan Paston, van wie geweten is dat die tussen 1559 en 1566 actief was aan de hoven van Kopenhagen en Stockholm. Ook aan de hoven van Oostenrijk, Saksen en Brunswijk-Calenberg zou hij actief zijn geweest. Waar en wanneer hij precies is overleden, is onbekend.

## Werk
Zijn chansons en motetten verenigen uitdrukkingskracht en charme met oordeelkundig gebruik van muzikale knepen als de canon; in zijn zesstemmige treurzang over de dood van een niet geïdentificeerde 'Lupus', herhalen de twee middelste stemmen zes keer in canon de Gregoriaanse Requiemzang in verschillend contrapunt.
Een aantal van zijn werken werd gepubliceerd in Salblingers Concentus (1545) en in een Leuvense verzamelbundel (1554) van de muziekdrukker en -uitgever Petrus Phalesius.
Er zijn ook zeven vierstemmige Nederlandse liederen van Josquin Baston bewaard gebleven in de bloemlezingen uit het Nederlands lied die als Het ierste musijck boexken mit vier partijen en Het tweetste musijck boexken mit vier partijen door Tielman Susato werden verzameld en in Antwerpen uitgegeven in 1551. Het enige vijfstemmige Nederlandse lied waar we weet van hebben, is in geen van de twee bekende bronnen volledig bewaard gebleven.
De Nederlandse liederen van Josquin Baston (spelling ontleend aan Bonda):
1. Een gilde heeft sijn deerne ter scheijmaeltijt ghebeden
2. Een gilde jent reet laest naer Ghent
3. Een meijsken was vroech opgestaen
4. Lecker Beetgen en Cleijn Bier
5. Lijden en verdraghen moet ick op dit termijn
6. Mijns liefkens bruijn ooghen
7. Naelde, naelde, goe fijne naelden
8. Verhuecht u nu bedructe geesten

## Waardering
De musicoloog Burney prees Bastons composities vanwege hun soepelheid, ritme en melodie en voor de duidelijke aanwijzingen over de toon waarop ze moeten worden gespeeld.
In 2021 nam Floris De Rycker met zijn ensemble "Ratas del viejo Mundo" een CD op, volledig gewijd aan Vlaams- en Franstalige chansons van Josquin Baston (Ramée RAM2103).
- Biografisch Portaal: 06017867
- Digitale Bibliotheek voor de Nederlandse Letteren: bast024
- Gemeinsame Normdatei: 138571694
- Library of Congress Control Number: no95015999
- MusicBrainz: 2668940b-55cc-4b08-ad47-a78e809e6af3
- Nationale Bibliotheek van Israël: 987007375745105171
- Système universitaire de documentation: 161828981
- Virtual International Authority File: 3468154741642253110008